# Universidad Nacional de Cuyo

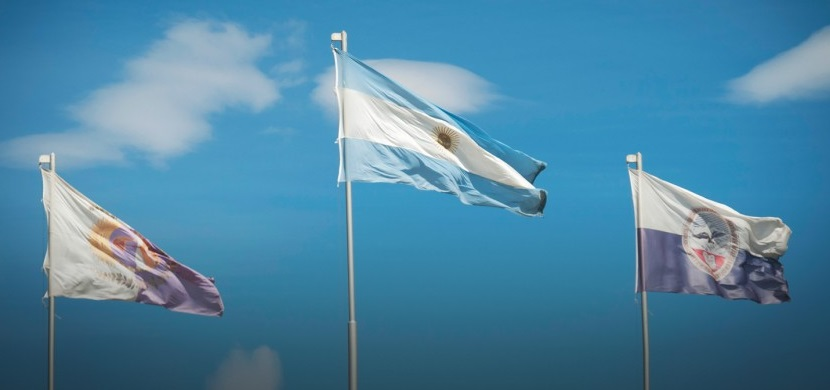
Bandera de la universidad junto a la nacional y la provincial

Universidad Nacional de Cuyo (UNCUYO) es el mayor centro de educación superior de la Provincia de Mendoza, República Argentina. Fue creada en 1939 en respuesta a los requerimientos de Mendoza, y de las provincias de San Juan y San Luis, que conforman la región de Cuyo. Ese enlace regional se mantuvo hasta 1973, año en que cada provincia constituyó su propia universidad — la Universidad Nacional de San Juan y la Universidad Nacional de San Luis respectivamente —, quedando la Universidad Nacional de Cuyo exclusivamente para Mendoza y el Instituto Balseiro.
En la actualidad cuenta con 12 unidades académicas con asiento en la ciudad de Mendoza —en el Centro Universitario del Parque General San Martín y otras dependencias— y en San Rafael, además de sedes en algunos departamentos y del Instituto Balseiro que funciona en la ciudad de San Carlos de Bariloche (provincia de Río Negro). También cuenta con el Instituto Tecnológico Universitario (ITU), que ofrece educación técnica a siete ciudades de la provincia de Mendoza; y con el Instituto Universitario de Seguridad Pública (IUSP), que forma y capacita el recurso humano de la Policía de Mendoza y del Servicio Penitenciario Provincial. Además, la UNCUYO presta servicios educativos del Nivel Secundario a través de seis escuelas, y cuenta además con un departamento de enseñanza de niveles primario y preprimario.

## Historia

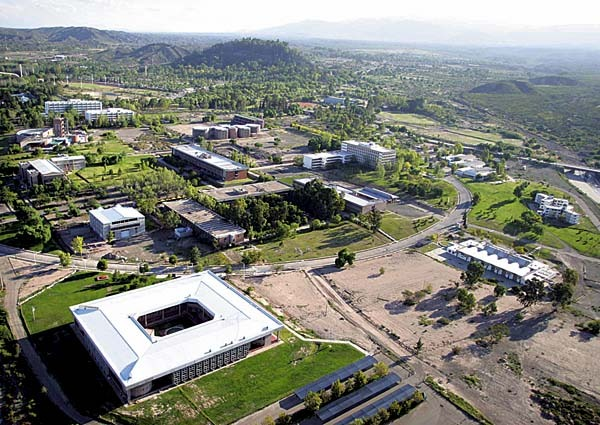
Campus de la UNCUYO, también denominado «Ciudad Universitaria».

La Universidad Nacional de Cuyo, ubicada en Mendoza, tiene formulados sus fines en el Estatuto donde se establece que es esencial el desarrollo y la difusión de la cultura en todas sus formas a través de la enseñanza, la investigación científica, la preparación técnica, la formación profesional y la elevación del nivel ético y estético.
Desde su creación orientó su actividad hacia el esclarecimiento de los grandes problemas humanos, con especial referencia a la vida nacional y regional. Fue creada para ofrecer servicios educativos en la región de Cuyo, que comprende las provincias de Mendoza, San Juan y San Luis.
En su inicio reunió bajo su administración algunos centros educativos ya existentes y se crearon otros nuevos, los que al cabo de pocos años tuvieron jerarquía universitaria y reconocido prestigio académico.
A principios del siglo XX la región de Cuyo carecía de instituciones educativas de nivel universitario, es por esto que en la década 1920 surge la Universidad Popular de Mendoza, que comienza a otorgar títulos habilitantes en Construcción, Farmacia y Química Industrial, entre otros. Por esto se la considera la antecesora directa de la actual UNCUYO.
El 21 de marzo de 1939 el Poder Ejecutivo Nacional creó oficialmente la Universidad Nacional de Cuyo.En 1945 asume como rector el Dr. Irineo Fernando Cruz quien dara un gran impulso a la Universidad, en 1950 en línea con el Primer Plan Quinquenal del gobierno nacional se otorgan fondos especiales para construir los edificios de la Facultad de Ciencias Agrarias, la Facultad de Ciencias Aplicadas a la Industria creadas el año anterior gracias ala iniciativa del diputado del PJ Ricardo Guardo mediante La Ley 13.031 que definió la creación de nuevas universidades nacionales y la apertura de nuevas facultades en las ya existentes.
El 17 de mayo de 1952 con la presencia del rector Dr Fernández Cruz y las autoridades nacionales el presidente Juan Domingo Perón y el gobernador Dr Blas Brisoli
se inaugura la recién creada Escuela de Estudios Políticos y Sociales dependiente del Rectorado. Dicha escuela se integrará con el Instituto de Estudios Políticos y Sociales y el Instituto de Investigaciones Económicas, así como diferentes iniciativas culturales como el congreso nacional de Filosofía de 1949 dónde participaron reconocidos filósofos argentinos y latinoamericanos.
El 26 de diciembre de 1950 se creó la Facultad de Ciencias Médicas de la UNCUYO, que abarcaría las Escuelas de Medicina, Odontología, Bioquímica, Farmacia, y las Escuelas Auxiliares de Obstetricia y Kinesiología, Servicio Social y Pedagogía Social. El proceso de masificación de la matrícula universitaria, iniciada a finales de la década del cuarenta profundizada promediando los años cincuenta, estimulado el protagonismo de las universidades en la escena pública.
En septiembre de 1955 se produciría un quiebre institucional en la Universidad tras el golpe de Estado, tanto el rector Dr Irineo Fernando Cruz como el vicerrector Dr Fernando Elizalde serían detenidos por los militares y confinados en el penal de las Heras, la vida institucional se vio afectada por la intervención de todas las universidad nacionales dispuestas por el dictador Eduardo Lonardi el 24 de septiembre de ese año y las posteriores medidas restrictivas de la libertad de cátedra, la restricción del derecho de reunión, cesantías de profesores y expulsiones de estudiantes por parte del interventor militar designado por el gobierno de facto el político radical Silvano Basso quien dispuso la intervención de la universidad y todas sus facultades e instituciones asociadas en 1956 tomó una medida que provocó controversia al llamar a concurso "a todas las cátedras de los establecimientos secundarios" dependientes de la universidad, lo que afectó a profesores que ya ejercían sus cargos legítimamente.en total fue cesanteado más de un tercio del plantel docente y expulsados más de 2000 alumnos sospechosos de tener simpatías con el peronismo depuesto o ideas cercanas al comunismo o el socialismo.la erradicación de la politización en la dinámica universitaria constituyó uno de los objetivos del régimen de Lonardi y Aramburu impulsando para ello un conjunto de medidas autoritarias hacia las universidades, con el consecuente resultado de avasallamiento de la autonomía y autarquía universitaria. 
En 1963 tras más de 8 años intervenida la universidad recupera su autonomía, sin embargo la inestabilidad política del país no logro que se garanticen elecciones dentro de la misma universidad, debiendo designarse un nuevo interventor.
En 1965 se inauguró el edificio de la Facultad de Ciencias Médicas, que componen el Centro Universitario. En 1967, fue sancionada por Onganía la Ley orgánica de las universidades nacionales Nro 17.245 lo que volvió a cercenar la autonomía universitaria y su autarquía presupuestaria.
En 1973 con la vuelta a la democracia y luego de la reestructuración de la educación superior que propuso el Plan Taquini, se crean las Universidades Nacionales de San Luis y de San Juan sobre la base de las Facultades y Escuelas que tenían sede en las mencionadas provincias, de este modo la UNCUYO, concentró su trabajo, en los centros educacionales con sede en Mendoza, además del Instituto Balseiro, que funciona en la ciudad de San Carlos de Bariloche, provincia de Río Negro.
La dictadura militar conocida como Proceso de Reorganización Nacional fue especialmente violenta con las universidades. Estudiantes y docentes de los distintos claustros fueron objeto de desapariciones, detenciones y torturas. Un caso emblemático lo constituyó el secuestro y asesinato, en enero de 1977, del rector de la Universidad Nacional de San Luis, Mauricio Amílcar López y el vicerrector de la UNCuyo Fabián Cataldo Barragan. 
El 25 de marzo de 1976 un día después del golpe de estado de dicta la proclama: "restituir el orden a las Universidades, haciendo cesar el estado de subversión interna, eliminando los factores que pretende transformarlas en focos de perturbación pública de carácter subversivo que pretende subvertir el orden moral cristiano y occidental de nuestro país."

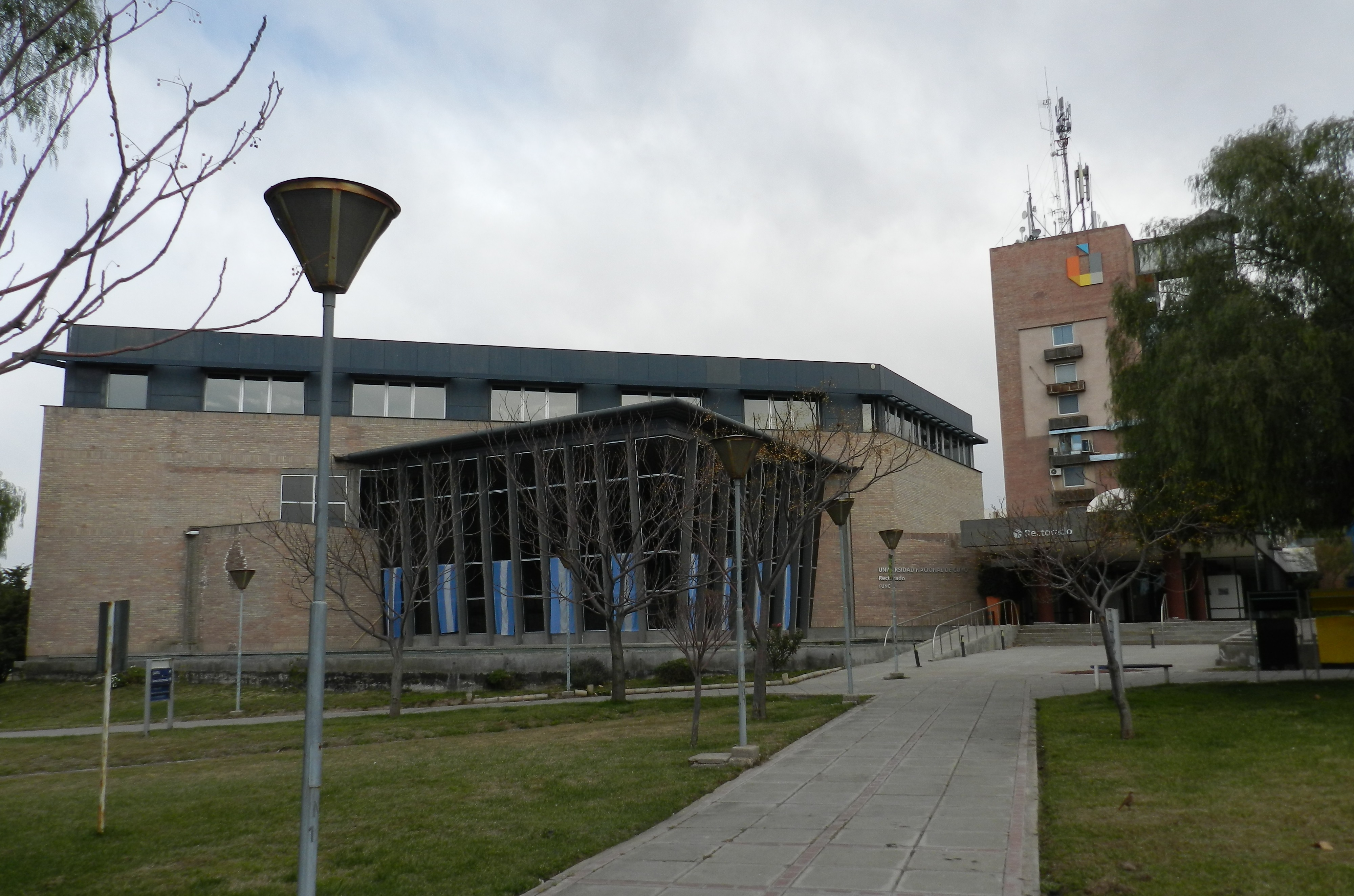
Edificio del Rectorado UNCuyo

## Complejo Universitario
Inaugurado en 1954 el complejo cuenta con 12 facultades, una de ellas ubicada en San Rafael, departamento del sur de la provincia, otra en Departamento Luján de Cuyo, otra en pleno centro mendocino y tiene cinco sedes del Instituto Tecnológico. También presta servicios educativos del Nivel Polimodal a través de cinco colegios, que actualmente se encuentran en un proceso de transformación para adecuarse a las modificaciones de la Ley Federal de Educación, y cuenta además con un departamento de enseñanza de niveles primario y pre-primario.

## Unidades académicas

### Facultad de Artes y Diseño- FAD[8](Sede: Centro Universitario)
- Artes Visuales
  - Licenciatura en Artes Plásticas

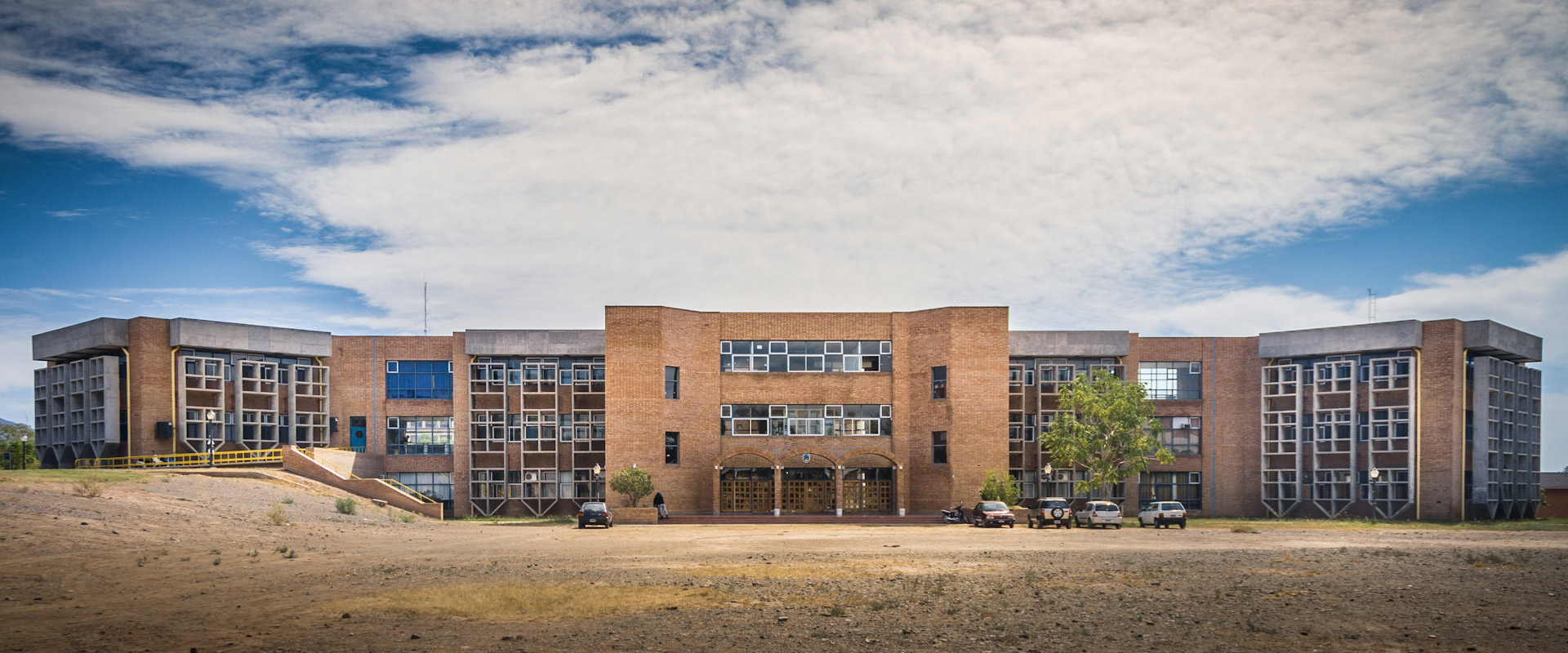
Edificio Docencia FAD-UNCUYO

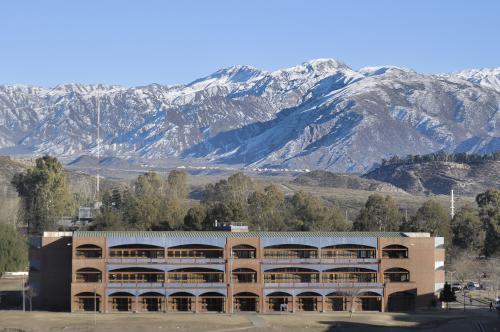
Edificio Gobierno FAD-UNCUYO

  - Profesorado de Grado Universitario en Artes Visuales
  - Profesorado y Licenciatura en Historia de las Artes Plásticas
  - Profesorado de Grado Universitario y Licenciatura en Historia del Arte
  - Licenciatura en Producción y Gestión de Artes Visuales
- Cerámica
  - Licenciatura en Cerámica Industrial
  - Licenciatura en Cerámica Artística
  - Profesorado de Grado Universitario en Cerámica Artística

- Artes del Espectáculo
  - Licenciatura en Arte Dramático
  - Profesorado de Grado Universitario en Teatro
  - Diseño Escenográfico
  - Licenciatura en Gestión y Producción Teatral
- Diseño
  - Diseño Industrial
  - Diseño Gráfico
  - Profesorado de Grado Universitario de Diseño
- Música
  - Licenciatura en Canto
  - Licenciatura en Composición Musical
  - Licenciatura en Dirección Coral
  - Licenciatura en Instrumentos
    - Guitarra
    - Piano
    - Órgano

  - Licenciatura en Instrumento Elegido
    - Flauta
    - Trompeta
    - Trombón
    - Clarinete
    - Oboe
    - Saxofón
    - Fagot
    - Violín
    - Viola
    - Violonchelo
    - Contrabajo
    - Percusión

  - Profesorado de Grado Universitario de Música
  - Profesorado de Grado Universitario de Teorías Musicales
  - Licenciatura en Música Popular

### Facultad de Ciencias Económicas - FCE[9](Sede: Centro Universitario)

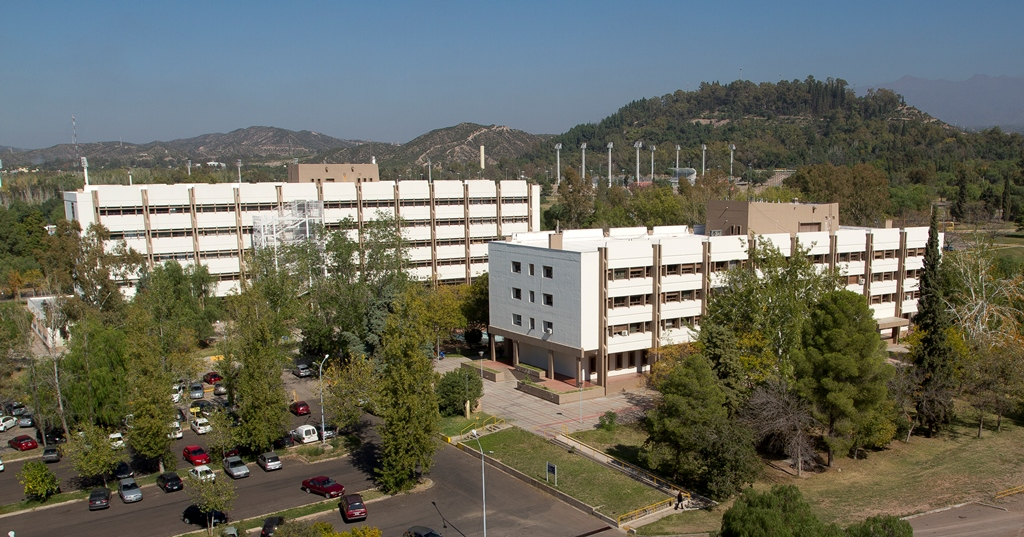
Facultad de Ciencias Económicas UNCUYO

- Contador Público Nacional y Perito Partidor
- Licenciatura en Administración
- Licenciatura en Economía
- Licenciatura en Gestión de Negocios Regionales
- Licenciatura en Logística

### Facultad de Ciencias Exactas y Naturales - FCEN[10](Sede: Centro Universitario - creada en 1992 denominándose previamente Instituto de Ciencias Básicas y transformándose en Facultad en 2014)

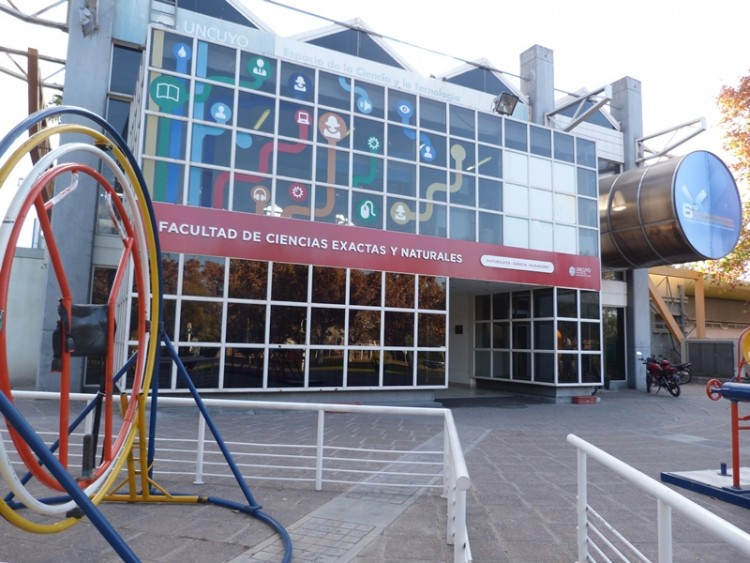
FCEN UNCUYO

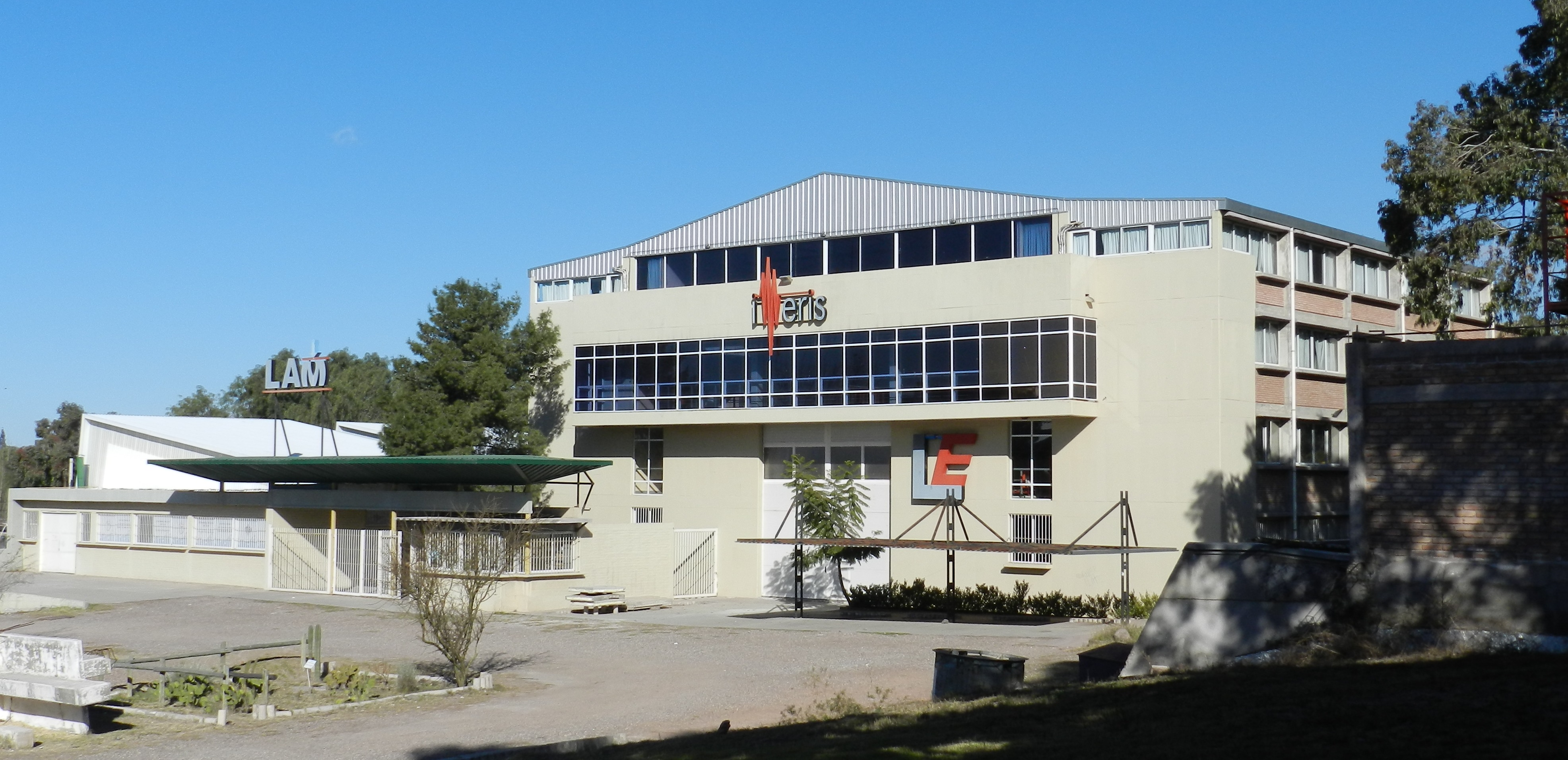
IMERIS UNCuyo

- Licenciatura en Ciencias Básicas con Orientación en Biología
- Licenciatura en Ciencias Básicas con Orientación en Física
- Licenciatura en Ciencias Básicas con Orientación en Matemática
- Licenciatura en Ciencias Básicas con Orientación en Química
- Licenciatura en Geología
- Profesorados:
  - Profesorado de Grado Universitario en Ciencias Básicas con Orientación en Biología
  - Profesorado de Grado Universitario en Ciencias Básicas con Orientación en Física
  - Profesorado de Grado Universitario en Ciencias Básicas con Orientación en Matemática
  - Profesorado de Grado Universitario en Ciencias Básicas con Orientación en Química

### Facultad de Odontología - FO (Sede: Centro Universitario)

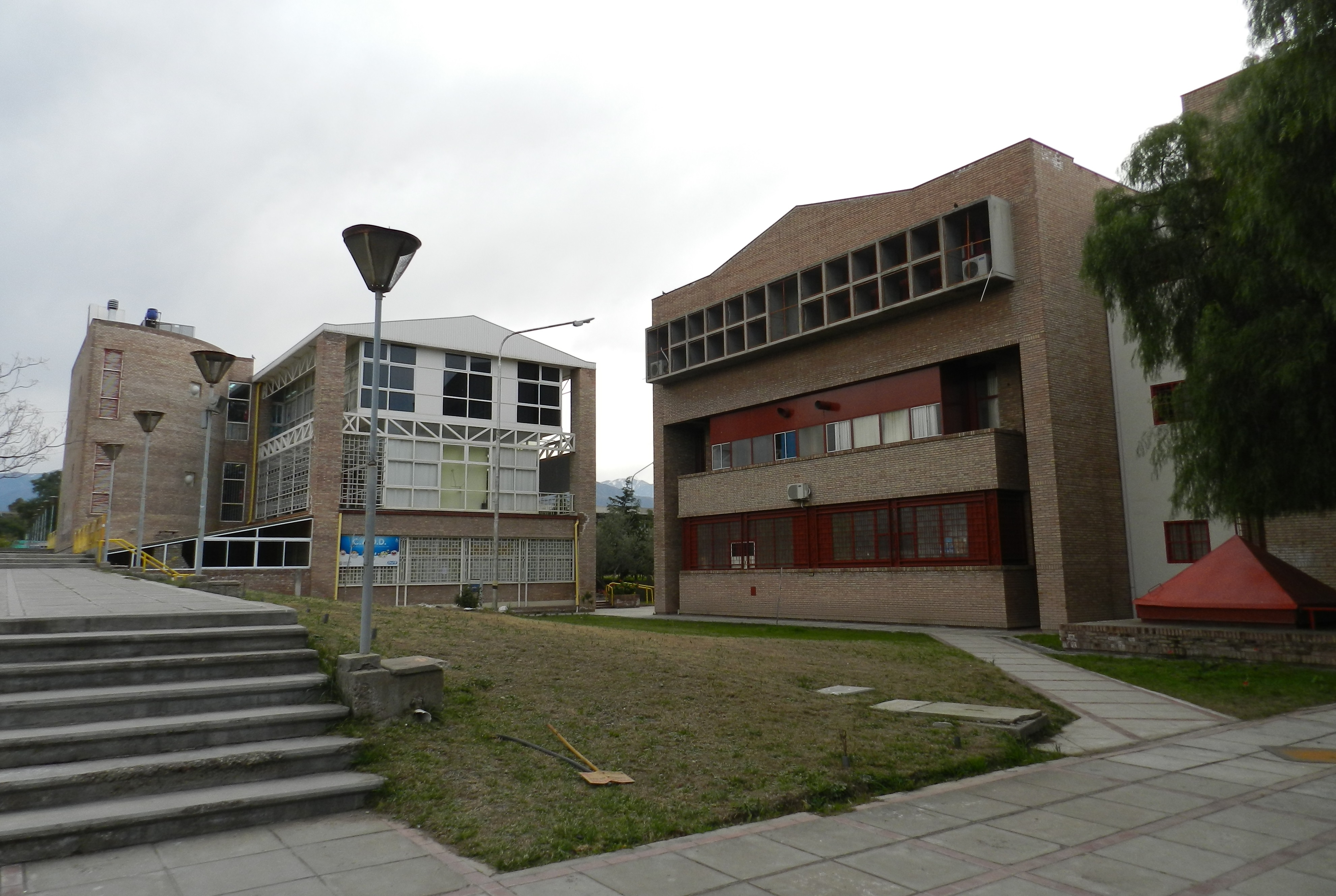
Edificios de la Facultad de Odontología UNCuyo

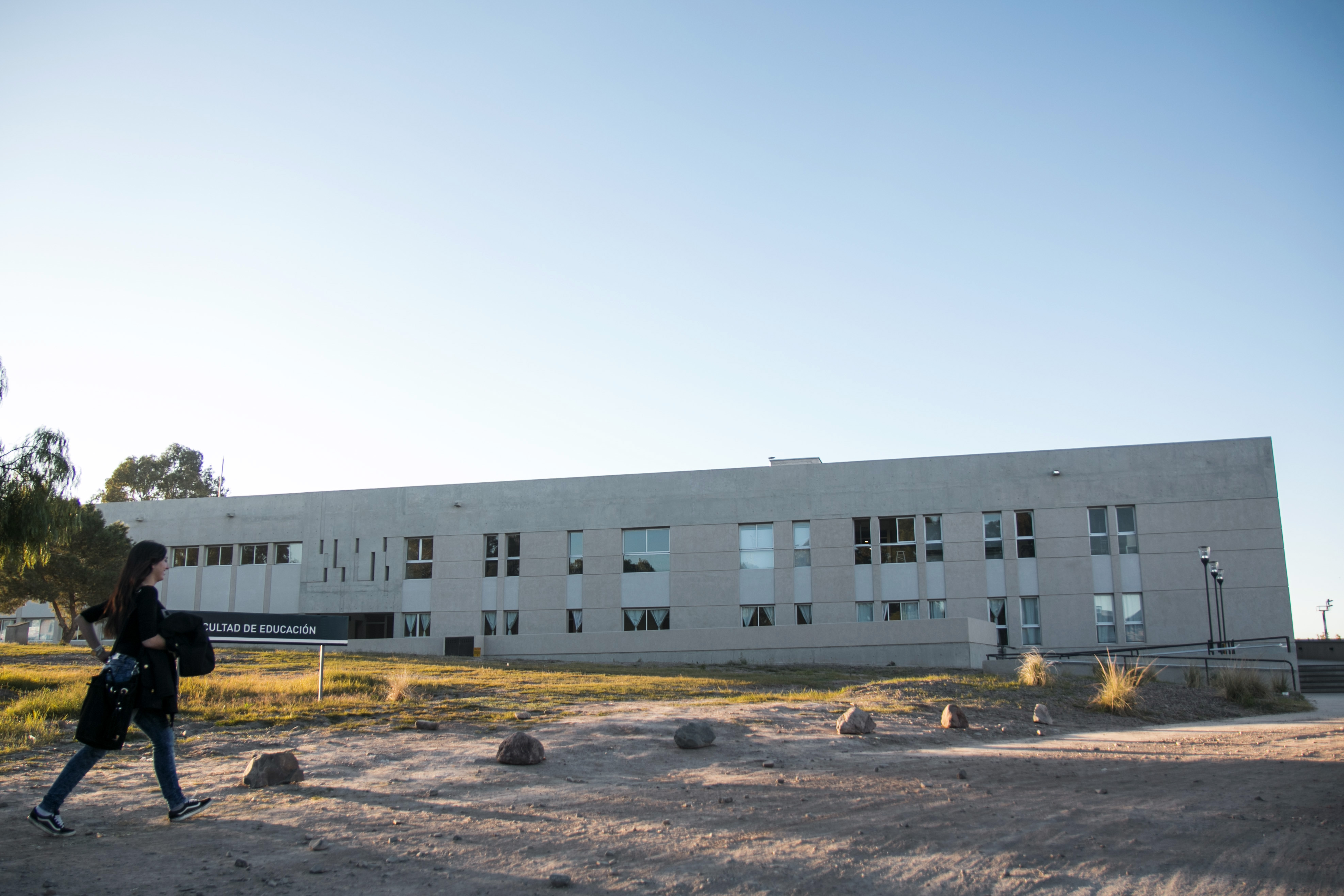
Facultad de Educación (campus) UNCUYO

### Facultad de Ciencias Médicas- FCM[11](Sede: Centro Universitario)

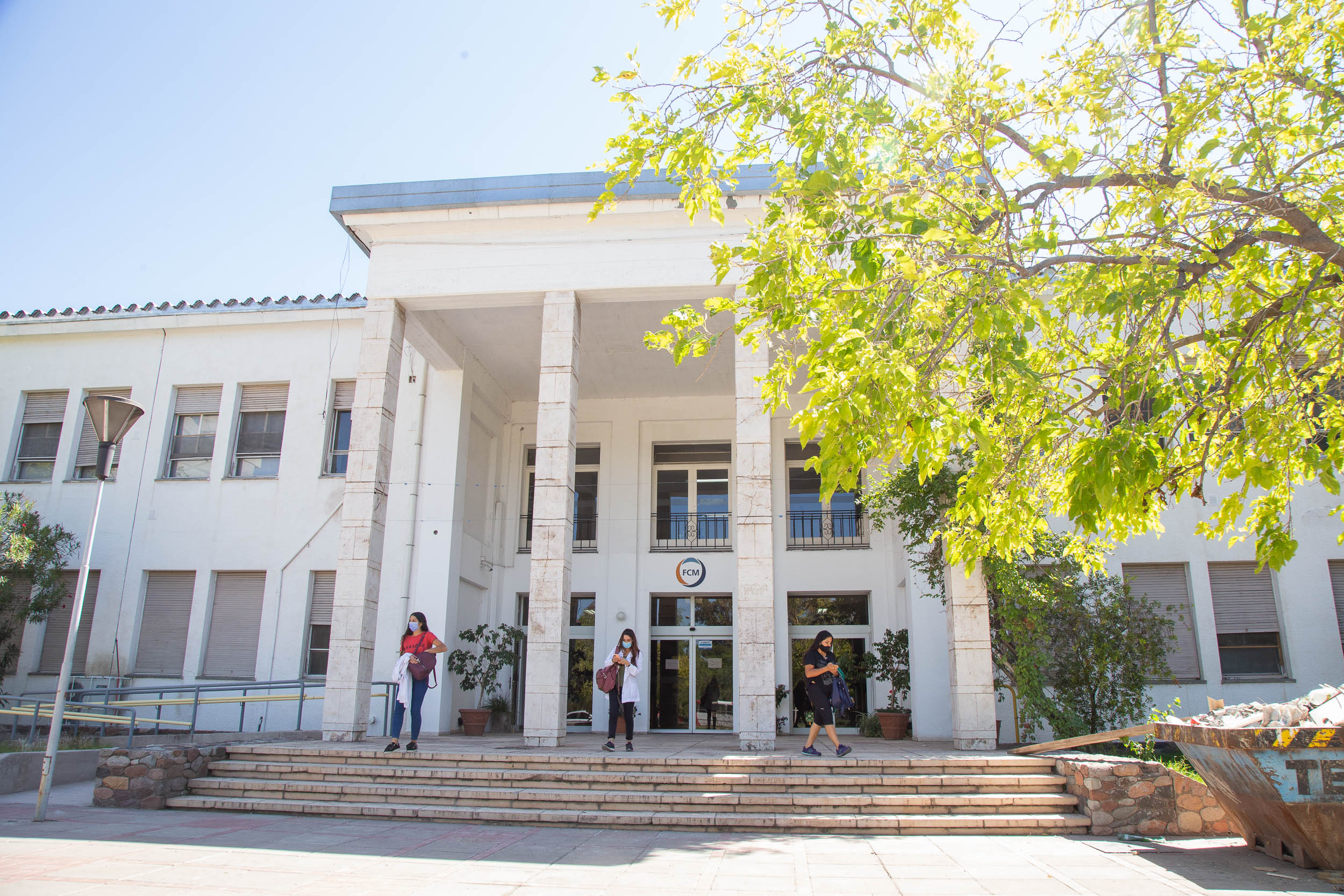
Facultad de Ciencias Médicas, UNCuyo

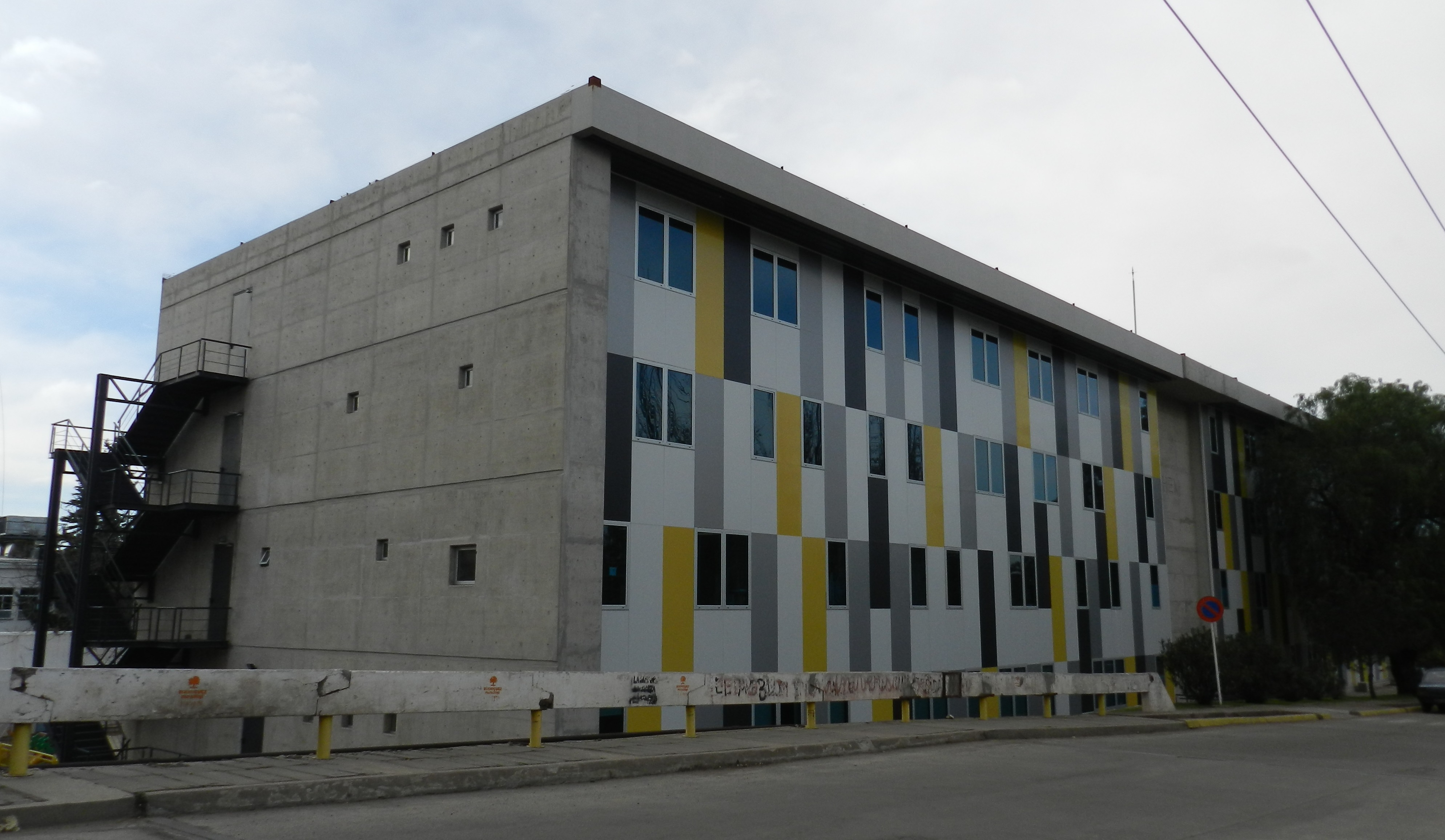
Edificio del IHEM FCM UNCuyo

Actualmente la Facultad de Ciencias Médicas se encuentra dirigida por el Dr. Roberto Miguel Miatello (decano) y la Mgter. Viviana Parra Cantu (vicedecana), quienes fueron elegidos de forma directa por los distintos claustros que conforman la Facultad el pasado 9 de junio de 2022, logrando una mayoría absoluta y logrando el inicio del segundo mandato de la fórmula.
Actualmente la Facultad de Ciencias Médicas se encuentra dividida en 7 departamentos integrados por la Escuela de Enfermería y la Escuela de Medicina, en donde ambas se integran junto con institutos y áreas de la facultad.
Actualmente la Facultad de Ciencias Médicas cuenta con una excelente oferta académica con 3 carreras de grado, 6 de pregrado, 9 de posgrado y 6 diplomaturas.
Carreras de grado
- Licenciatura en Enfermería
- ciclo de Licenciatura en Higiene y seguridad en el trabajo
- Medicina

Carreras de pregrado
- Enfermería Universitaria.
- Tecnicaturas Asistenciales en Salud 
  - Anestesia
  - Laboratorio
  - Quirófano
  - Hemoterapia (cerrada en 2023)
  - Diagnóstico por imágenes
  - Oftalmología (cerrada en 2023)
  - Hemodiálisis (abierta en 2023)

Carreras de Posgrado
- Doctorados
  - Ciencias Biológicas
  - Medicina

- Maestrías
  - Bioética
  - Investigación Clínica

- Especializaciones
  - Tocoginecología
  - Medicina del trabajo
  - Medicina Legal
  - Salud Pública
  - Geriatría

- Diplomaturas
- Enfermería en cuidados críticos
- Educación para profesionales de la salud
- VIH e ITS con perspectiva en salud integral y derechos humanos
- Atención primaria de personas con enfermedades no transmisibles (ENT) desde un enfoque traslacional
- Telemedicina
- Dramaterapia

### Facultad de Ciencias Políticas y Sociales - FCPYS[12](Sede: Centro Universitario)
Las autoridades actuales de la  facultad de Ciencias Políticas y Sociales están compuestas por la Dra. María Eugenia Martin, decana, y la Lic. Prof. Mariana Castiglia, vicedecana. Las elecciones para estos cargos se llevaron a cabo el 9 de junio de 2022 y luego de un proceso de escrutinio largo fueran proclamadas el día 4 de julio.
Las elecciones fueron muy ajustadas por lo que el proceso para poder oficializar el resultado que dio como ganador al Frente Plural demandó más de 20 días.

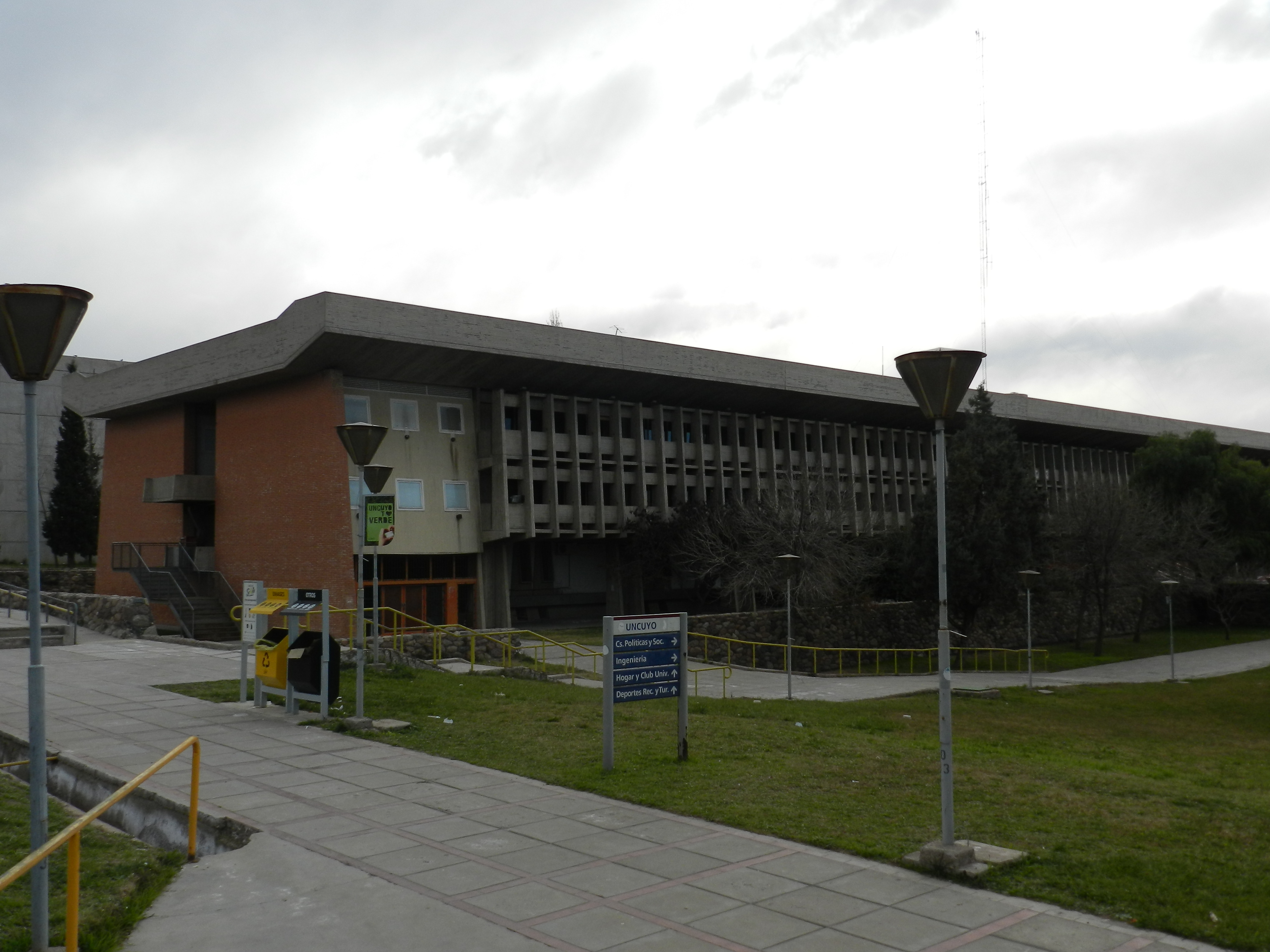
FCPYS UNCuyo

Actualmente la facultad de Ciencias Políticas y Sociales cuenta con 12 carreras de grado, 8 carreras de posgrado, 11 diplomaturas y 7 cursos.
- Oferta de carreras de Grado: Licenciaturas
  - Licenciatura en Sociología
  - Licenciatura en Ciencia Política y Administración Pública
  - Licenciatura en Trabajo Social
  - Licenciatura en Comunicación Social
  - Licenciatura en Gestión y Administración Universitaria
  - Ciclo de Licenciatura de Producción en Medios de Comunicación
- Ciclo de Profesorado
  - Profesorado en Sociología
  - Profesorado en Ciencias Políticas y Administración Pública
  - Profesorado en Trabajo Social
  - Profesorado en Comunicación Social
- Tecnicaturas
  - Tecnicatura en Gestión Universitaria
  - Tecnicatura Universitaria en Gestión y Administración de Organizaciones con Orientación en Instituciones Universitarias

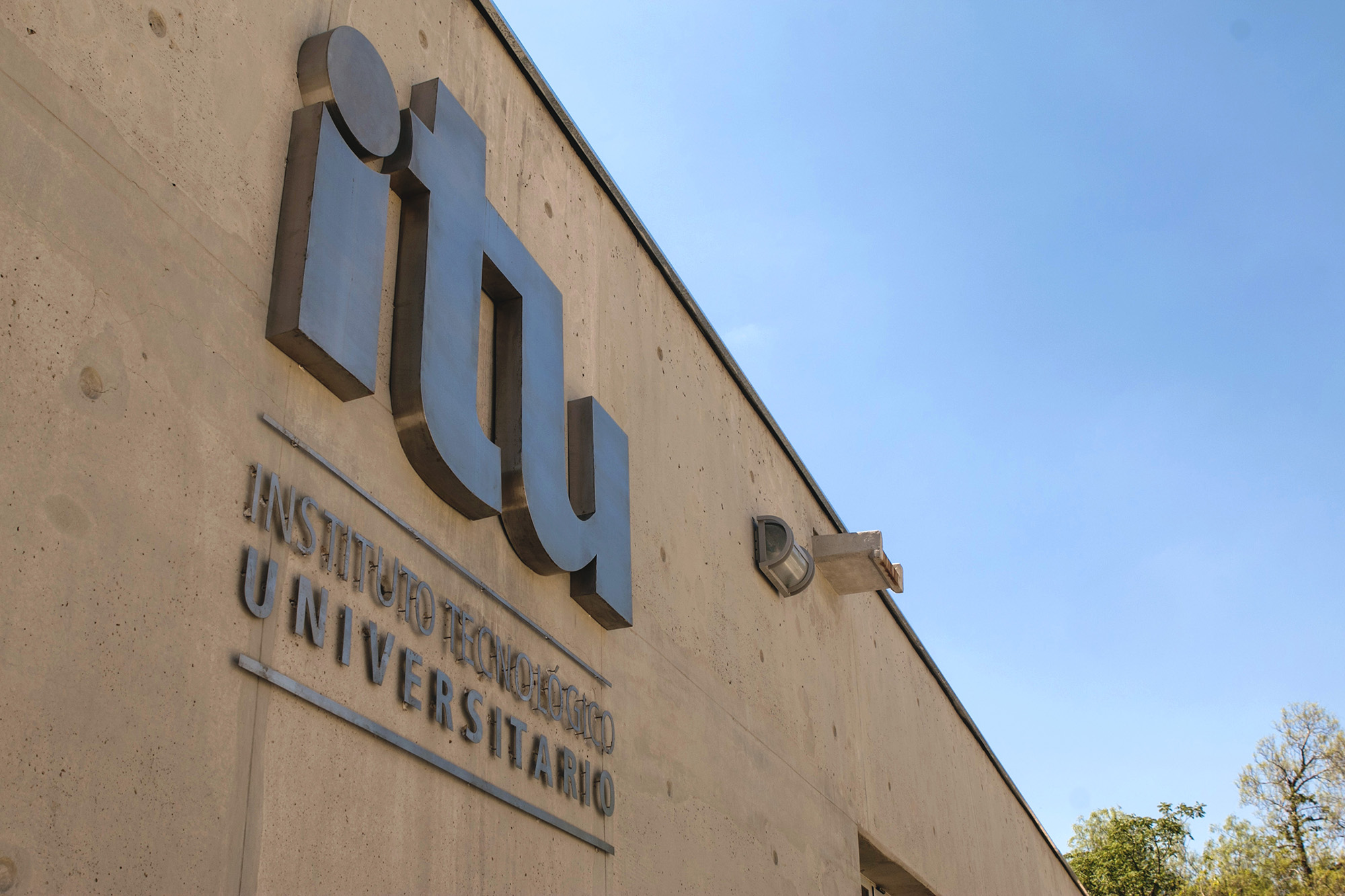
Instituto Tecnológico Universitario (ITU) UNCUYO

  - Tecnicatura en Producción Audiovisual
  - Tecnicatura en Gestión y Administración en Instituciones Públicas
  - Tecnicatura Universitaria en Gestión de Políticas Públicas
  - Ciclo de Formación Básica en Ciencias Sociales en Territorio (esta carrera se dicta en conjunto con la Facultad de Derecho)

### Facultad de Derecho - FD[16](Sede: Centro Universitario)
- Abogacía
- Tecnicatura Universitaria en Administración de Edificios de Propiedad Horizontal y Conjuntos Inmobiliarios

### Facultad de Filosofía y Letras - FFYL[17](Sede: Centro Universitario)

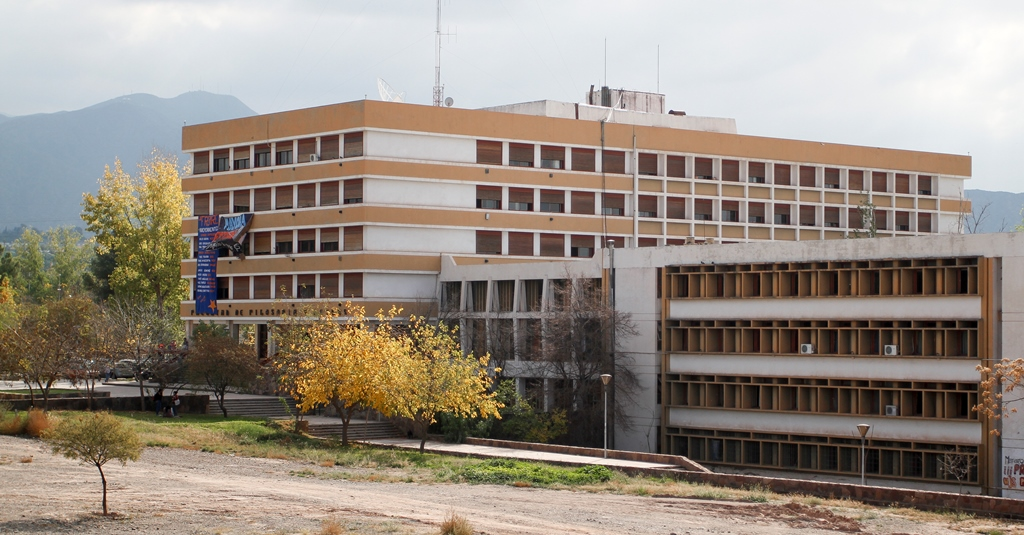
Facultad de Filosofía y Letras UNCUYO

- Licenciatura y Profesorado en Filosofía
- Licenciatura y Profesorado en Letras
- Licenciatura en Arqueología
- Licenciatura y Profesorado en Historia
- Licenciatura y Profesorado en Geografía
  - Geógrafo Profesional
- Licenciatura en Francés
- Profesorado de Grado Universitario en Lengua y Literatura Francesa
- Profesorado de Grado Universitario en Portugués
- Licenciatura en Filología Inglesa
- Profesorado de Grado Universitario en Lengua y Cultura Inglesas
- Profesorado de Grado Universitario en Lengua y Cultura Italianas
- Licenciatura y Profesorado en Ciencias de la Educación (Educación Permanente y Educación a Distancia)
- Tecnicatura en Cartografía, Sistemas de Información Geográfica y Teledetección
- Tecnicatura Universitaria de Francés
- Traductorado Bilingüe Inglés-Español
- Licenciatura en Educación Física
- Licenciatura en Literatura Infantil y Juvenil
- Licenciatura en Tiempo Libre para el Deporte y el Turismo
- Profesorado para Profesionales Universitarios

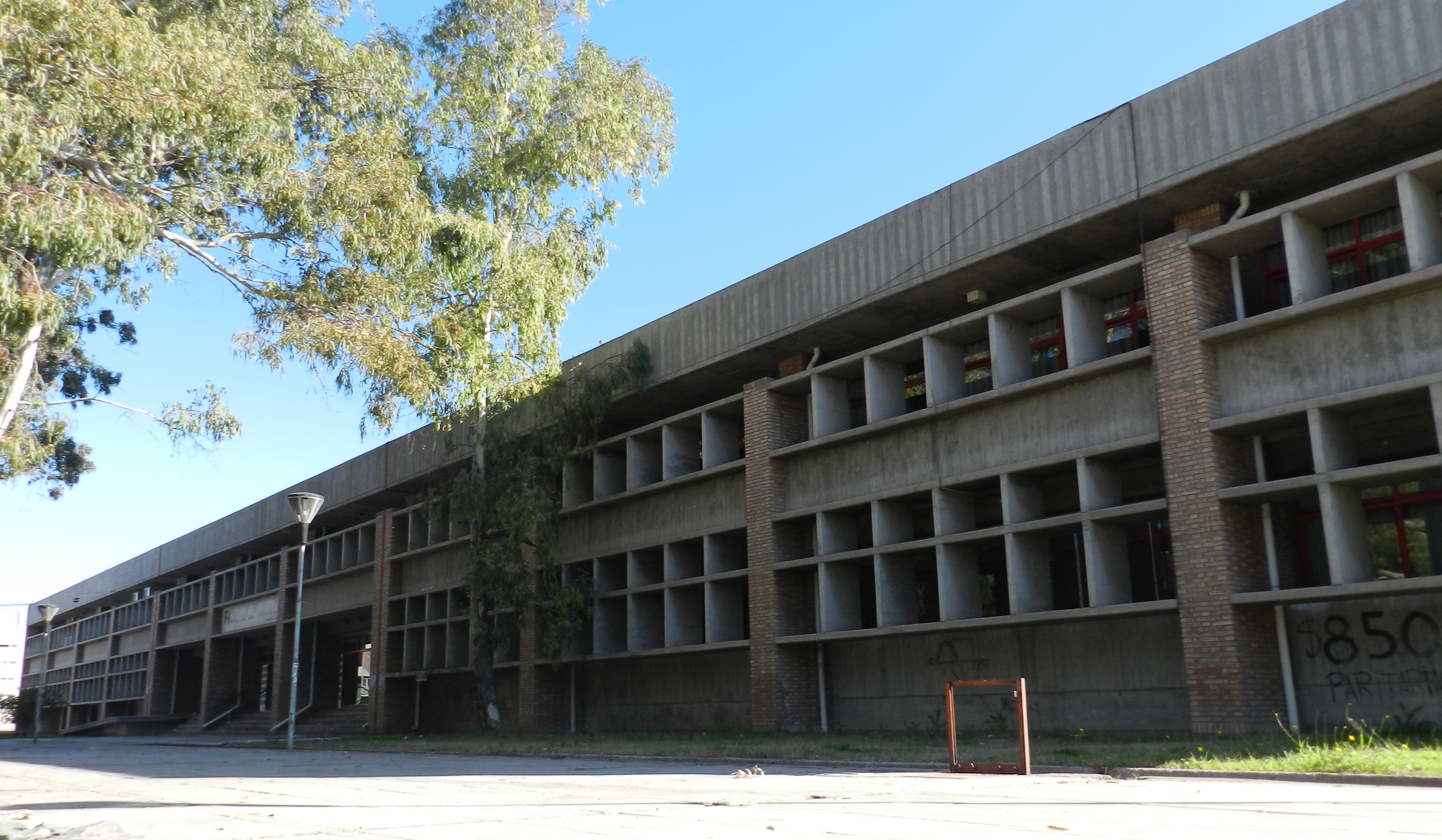
Facultad de Ingeniería UNCuyo

### Facultad de Ingeniería - FI[18](Sede: Centro Universitario)
- Ingeniería Civil
- Ingeniería Industrial
- Ingeniería en Petróleos
- Ingeniería en Mecatrónica
- Arquitectura
- Licenciatura en Ciencias de la Computación

### Facultad de Odontología - FO[19](Sede: Centro Universitario)
- Odontología
- Asistente Dental
- Prótesis Dental

### Facultad de Educación - FEEYE[20]
- Profesorado Universitario de Educación Primaria
- Profesorado Universitario de Educación Inicial
- Profesorado Universitario de Educación para Personas Sordas
- Profesorado Universitario de Pedagogía Terapéutica en Discapacidad Visual
- Profesorado Universitario de Pedagogía Terapéutica en Discapacidad Intelectual. Orientación Discapacidad Motora
- Licenciatura en Terapia del Lenguaje
- Tecnicatura Universitaria en Interpretación de Lengua de Señas
- Profesorado Universitario en Informática

### Facultad de Ciencias Agrarias - FCA[21](Sede: Almirante Brown 500 - Chacras de Coria - Luján de Cuyo)
- Ingeniería Agronómica
- Bromatología
- Licenciatura en Bromatología
- Ingeniería en Recursos Naturales Renovables
- Tecnicatura Universitaria en Enología y Viticultura

### Facultad de Ciencias Aplicadas a la Industria - FCAI[22](Sede: Bernardo de Irigoyen 375 - Cdad. de San Rafael)
- Ingeniería en Industrias de la Alimentación
- Ingeniería Química
  - Orientación Petroquímica
  - Orientación Mineralurgia
  - Orientación Medio Ambiente
- Ingeniería Mecánica
- Profesorado Universitario en Química
- Licenciatura en Bromatología
- Tecnicatura Universitaria en Enología y Viticultura
- Licenciatura en Enología

### Instituto Tecnológico Universitario - ITU
- Tecnicatura en Redes de Datos y Telecomunicaciones
- Tecnicatura en Producción Industrial y Automatización
- Tecnicatura en Mantenimiento e Instalaciones Industriales
- Tecnicatura en Logística y Transporte
- Tecnicatura en Marketing
- Tecnicatura en Gestión de Empresas
- Tecnicatura en Electricidad y Sistemas de Control Industriales
- Tecnicatura en Higiene y Seguridad en el Trabajo

### Instituto Universitario de Seguridad Pública - IUSP
- Tecnicatura en Seguridad Pública
- Tecnicatura en Seguridad Penitenciaria
- Licenciatura en Seguridad Pública
- Licenciatura en Seguridad Penitenciaria
- Auxiliar en Seguridad Pública

### Instituto Balseiro (San Carlos de Bariloche, Argentina) - IB (Sede: Centro Atómico Bariloche - Av. Bustillo 9500 - Bariloche)

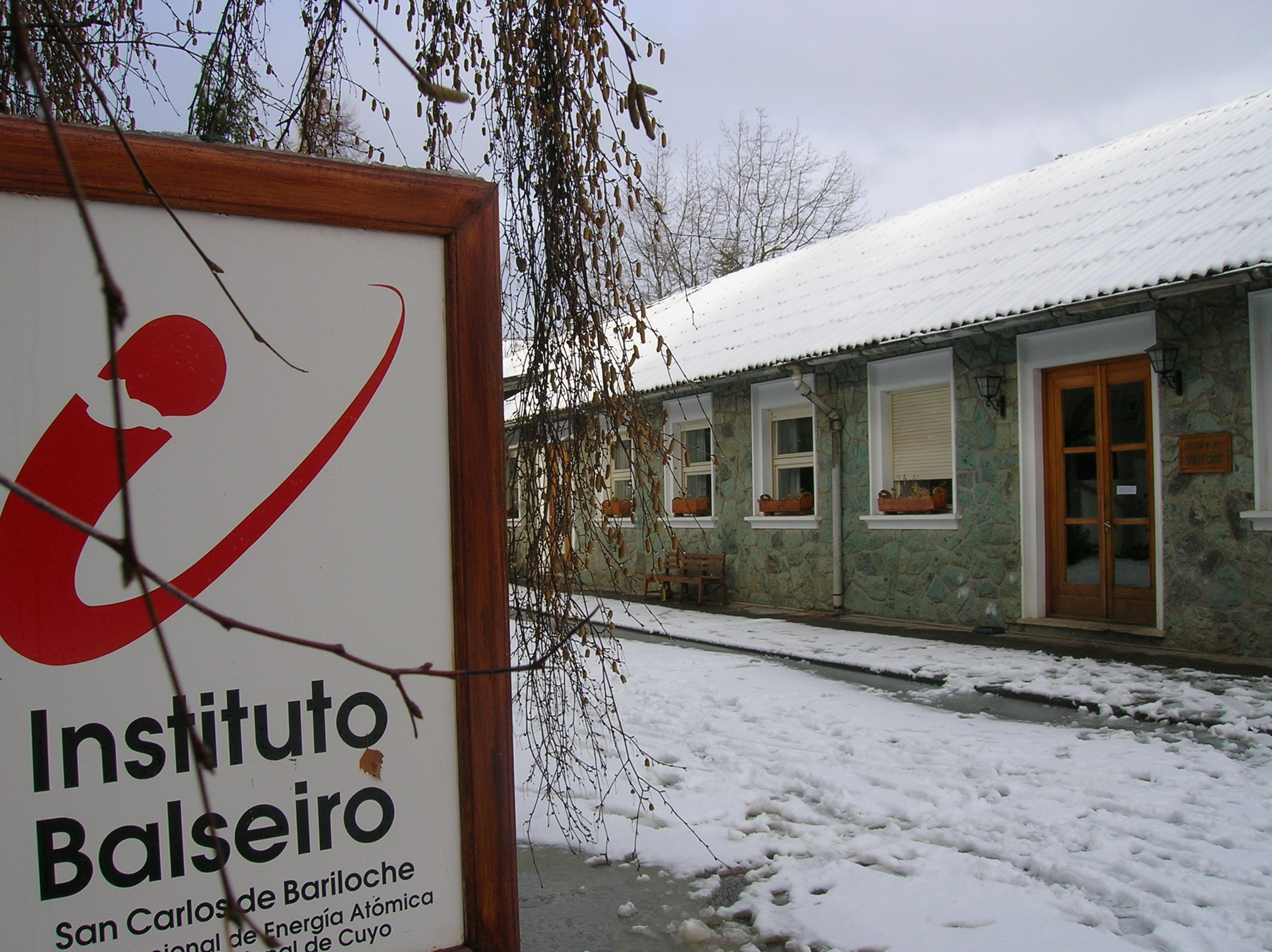
Instituto Balseiro

### Instituto Balseiro(San Carlos de Bariloche, Argentina) - IB[23](Sede: Centro Atómico Bariloche - Av. Bustillo 9500 - Bariloche)
- Licenciatura en Física
- Ingeniería Nuclear
- Ingeniería Mecánica
- Ingeniería en Telecomunicaciones

### Escuelas y Colegios de la UNCUYO
- Colegio Universitario Central "General José de San Martín" - CUC[24]
- Escuela de Comercio "Martín Zapata"[25]
- Escuela del Magisterio - EM[26]
- Liceo Agrícola y Enológico "Domingo Faustino Sarmiento" - LAE[27]
- Escuela de Agricultura (en Gral. Alvear) - EA
- Departamento de Aplicación Docente - DAD[28]
- Escuela Carmen Vera Arenas - ECVA[29]

## Centro universitario
En sus inicios la Universidad tenía sus facultades e institutos repartidos por inmuebles en el centro de Mendoza. Esto cambió en 1965 con la inauguración del edificio de la Facultad de Ciencias Médicas, en un predio al noroeste del Parque General San Martín. Con el tiempo se delineó un plan para formar allí el Centro Universitario o Ciudad Universitaria.

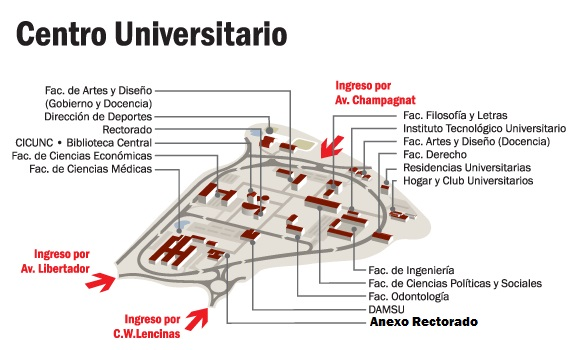
Plano ciudad universitaria UNCuyo

El predio posee servicios comunes a todas las facultades como Hogar y Comedor Estudiantil, el CICUNC — donde se núclean la Biblioteca Central, el Rectorado y la Radio Universidad —, los jardines maternales de la universidad, las Residencias universitarias, el Club de la Universidad Nacional de Cuyo y el DAMSU (la obra social de la UNCUYO). Se cuenta además con numerosas playas de estacionamiento repartidas por las diferentes facultades y espacios verdes.
Numerosas líneas de colectivos UNCUYO, llegan hasta el Centro Universitario parando en todas las facultades.
Grupo 100:120 y 125 
Grupo 200: 208 
Grupo 300: 300, 302, 304, 314 y 317 
Grupo 400: 421 y 464 
Grupo 500: 525, 531 Y 535
Grupo 600: 603, 606 y 625 
Grupo 700: 730 
Grupo 900: 913

## Bibliotecas
La Universidad cuenta con una red de bibliotecas gestionada por el Sistema Integrado de Documentación. Todas usuarios de las bibliotecas acceden a los mismos servicios mediante la aplicación de un modelo de carnet único. La red cuenta con un explorador de recursos de información centralizado con más de medio millón de registros: Bibliotecas.uncuyo.edu.ar. Dicho explorador reúne los registros referenciales de todas las bibliotecas, el portal de revistas digitales y además el repositorio institucional.

## Centro de Documentación Histórica
El Centro de Documentación Histórica (CDH) fue creado en 1991. Es el órgano responsable de recopilar, preservar y proteger toda la documentación originada en la Universidad  Nacional de Cuyo, o referida a su vida universitaria desde sus comienzos hasta la actualidad, como así también documentación referida a Educación Superior.

## Sistema de Medios
El sistema de medios de la Universidad Nacional de Cuyo, perteneciente al CICUNC, está compuesto fundamentalmente por tres unidades de producción de contenidos: Radio U, Señal U y Unidiversidad.
Además de diferenciarse de otros de la provincia y de la región por ser un sistema de medios públicos, su sello distintivo es su calidad de medios-escuela. Por sus instalaciones pasan decenas de alumnos avanzados en calidad de voluntarios y becarios para perfeccionar sus conocimientos y habilidades.
En lo que respecta a contenidos, el sistema aborda temas de interés general a los que aporta la mirada de expertos universitarios. Tiene un gran compromiso en la difusión de actividades vinculadas con la Universidad pero también con la ciencia, la tecnología, la innovación, la sociedad y las expresiones culturales de todo tipo.
Desde noviembre de 2019, el sistema cuenta con una editora de género, siendo a esa fecha el único medio de la provincia de Mendoza y uno de los pocos universitarios en tener esta figura que garantiza la perspectiva de género en todos los contenidos que circulan por sus unidades de producción de contenidos.

### Unidiversidad
Es el nombre del portal de contenidos de la Universidad Nacional de Cuyo y también la marca que alberga a todos los medios del sistema. Además de producciones periodísticas y de divulgación propias, se ocupa de editar y publicar todos los contenidos que se generan en las distintas unidades del sistema. 

### Radio U

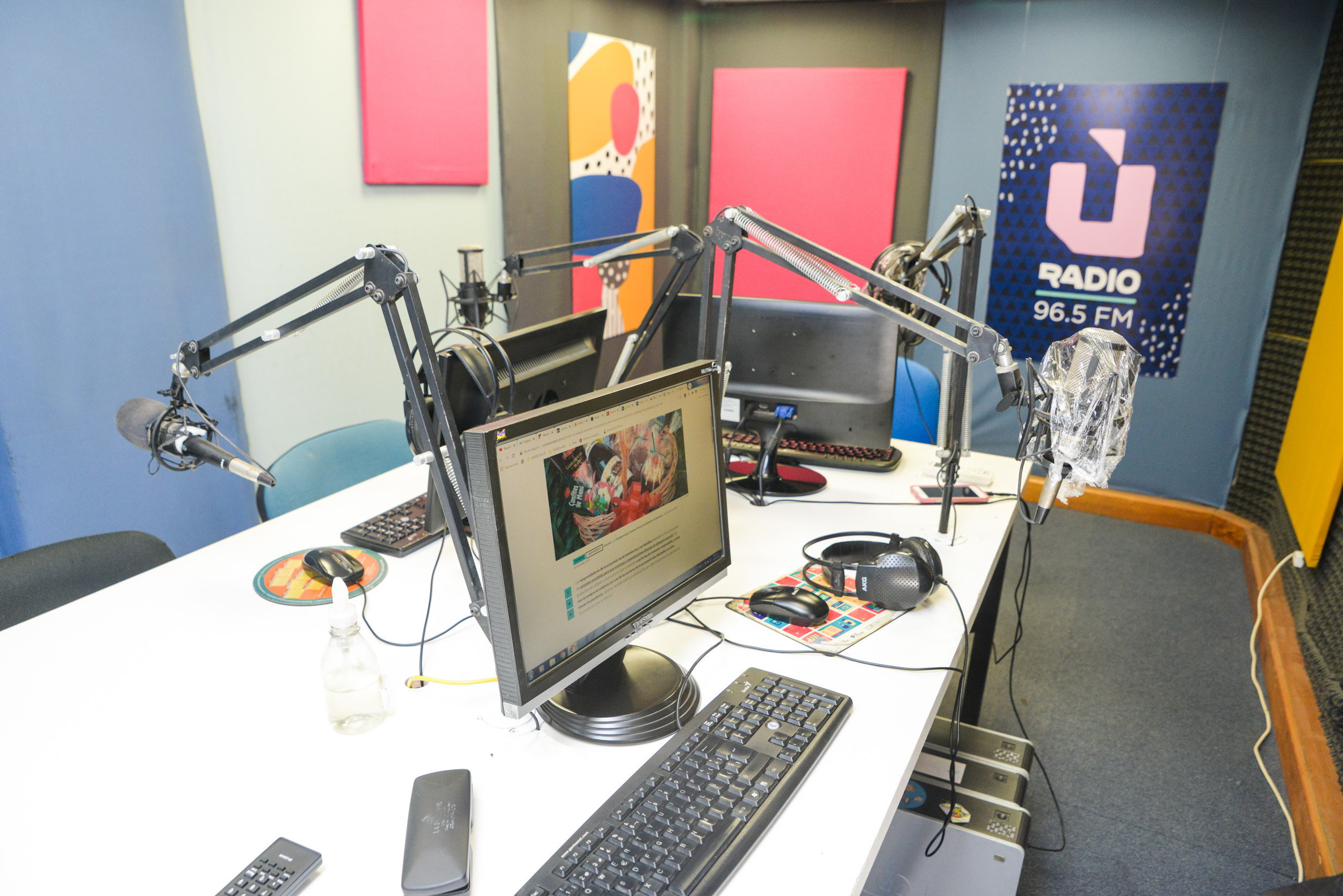
Estudios de la Radio U, en Mendoza

Se sintoniza en el 96.5 de la FM. Es el medio más antiguo del sistema ya que comenzó a transmitir en abril de 1992 en unas oficinas del Club de la UNCUYO. A finales de los años 90 se mudó a su actual sede, ubicada en el edificio del CICUNC. 

### Edición U

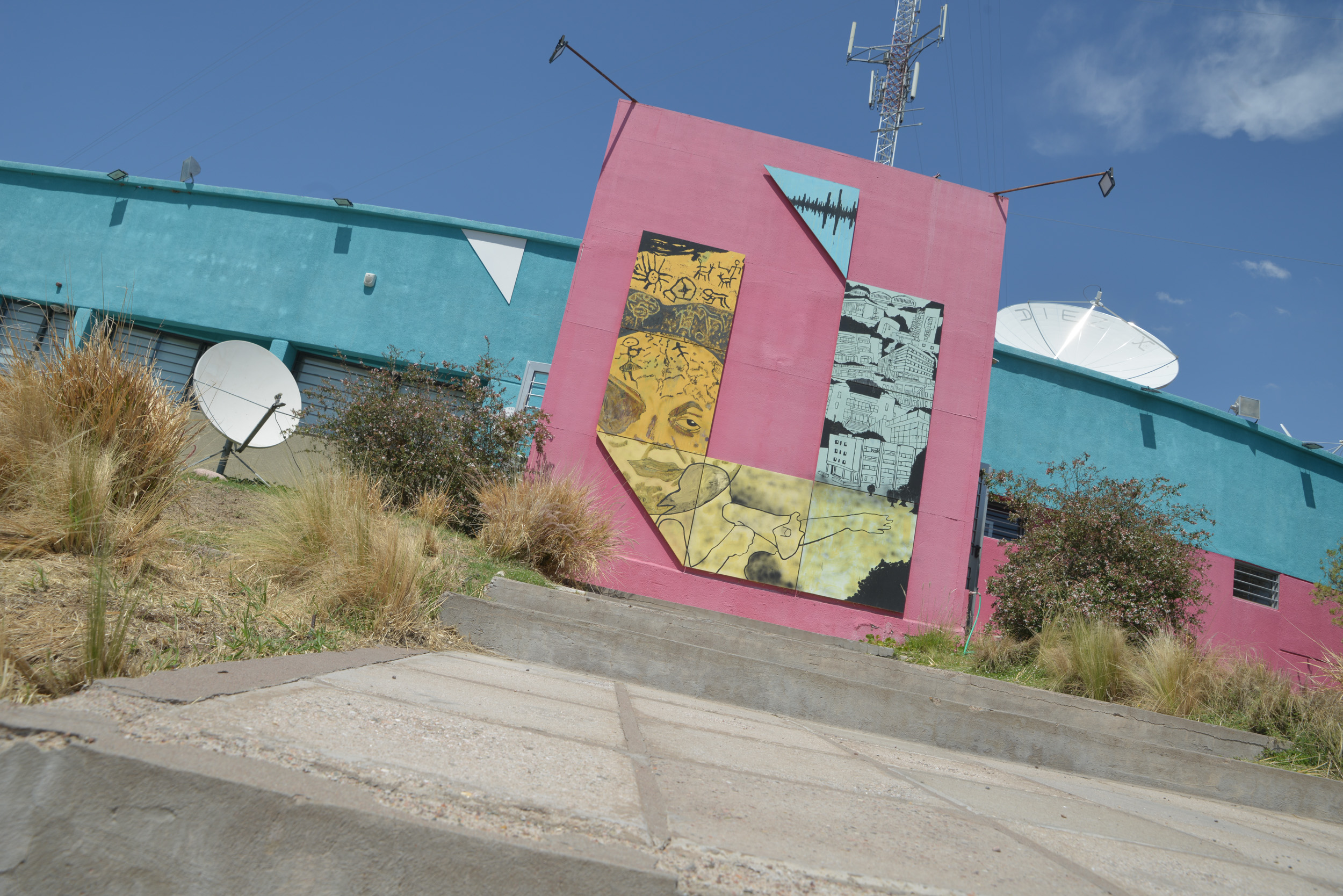
Fachada Señal U, el canal de la UNCUYO

Inicialmente, se trató de un periódico gratuito de la UNCUYO que se distribuía con los dos diarios de papel más tradicionales de la provincia, para dar a conocer las actividades, investigaciones, proyectos de inserción en la comunidad y opiniones de los especialistas de la Universidad. En este formato, alcanzó las 38 publicaciones. Acorde a las innovaciones en materia de tecnologías de la información y la comunicación y al auge de la virtualidad mutó al formato digital -prescindiendo del papel-, con una propuesta periodística de igual calidad, apostando al cuidado del medio ambiente, en consonancia con distintas acciones sustentables promovidas desde la Universidad Nacional de Cuyo. Hoy se publican notas de forma quincenal, en una sección armada especialmente para “Edición U” en las portadas de los diarios digitales Los Andes y UNO. 

### Señal U
Es un canal de televisión digital abierta (TDA). Es el primer canal público y universitario de la región de Cuyo. Fue creado a partir de la sanción de la Ley N° 26.522 de Servicios de Comunicación Audiovisual (LSCA). Ofrece no solo contenido de interés universitario sino también de interés general. Puede verse en el canal 30 de la TDA, en el 22 de Supercanal HD o en vivo por internet[i] para otras ciudades o países de Latinoamérica y el mundo.
Adicionalmente, Unidiversidad aloja a Radio Abierta (la radio de la Facultad de Ciencias Políticas y Sociales de la UNCUYO), a Señal U Académico y Señal U Deportivo (dos canales de streaming en la plataforma de YouTube que reúnen contenidos científicos y académicos, y deportivos, respectivamente, transmitiéndolos en vivo o poniéndolos a disposición on demand).

## Extensión y Vinculación

### Nave UNCUYO
Es el espacio cultural dependiente de la Secretaría de Extensión y Vinculación de la Universidad Nacional de Cuyo. Funciona desde 2014, en las inmediaciones del Parque Central de la Ciudad de Mendoza. Forma parte del complejo de las “Naves” ubicado en el Paseo Di Benedetto, junto a la Nave Cultural, la Nave Creativa y la Báscula, que posicionan la geografía del lugar como un polo cultural. 
En el sitio funciona el Cine Universidad y también los organismos artísticos de la UNCUYO: el Ballet, la Orquesta Sinfónica, el Coro de Niños y Jóvenes, el Coro Universitario, el Coro de Cámara, la Ópera y el Elenco de Teatro. Además, se  desarrollan actividades especiales  como el GRABA - Festival Audiovisual -, el Encuentro +B, el BAFICI Mendoza, entre otras. 
En la Nave UNCUYO existen cuatro salas principales: Sala Chalo Tulián que cuenta con 474 butacas, la Sala Verde con 272, la Sala Azul con 50 y la Sala Teatrino, un espacio versátil para un máximo de 75 personas. También se suman varios salones de menor capacidad que funcionan como espacios de ensayo y para brindar talleres.
La Nave Creativa es otro espacio que se encuentra en el complejo de Naves, que tiene la especificidad de ser abierta, es el lugar preferido para realizar actividades culturales al aire libre. 

### Cine Universidad
Comenzó sus actividades en 1998 en la mítica Sala de calle Lavalle de Ciudad. La incidencia de este proyecto fue importante para Mendoza ya que se ha destacado por difundir películas y ciclos especiales de carácter independiente, con un contenido estético diverso y alternativo, y a un precio accesible para todo público.
En el 2015 el Cine fue trasladado a la Nave Universitaria, un complejo cultural propio y acondicionado para tal fin, en el cual se cuenta con dos salas equipadas con tecnología de última generación, una más pequeña (Sala Azul) con capacidad para 50 personas, la cual es utilizada para los ciclos y especiales, y la sala mayor (Sala Verde) para 270 personas en el cual se proyectan los estrenos.
En mayo de 2016 el Cine Universidad inauguró la sala de proyecciones en DCP, 3D y sonido Dolby Atmos Full, transformándose en la primera sala con mejor tecnología en imagen y sonido de Mendoza y Latinoamérica.

### Orquesta Sinfónica
Fue creada el 10 de junio de 1948, durante la gestión de Irineo Fernando Cruz como Rector de la UNCUYO y de Julio Perceval como director del Conservatorio de Música y Arte Escénico -hoy Escuela de Música de la Facultad de Artes-.
Entre los directores titulares de la Orquesta, también se destacan: Olgerts Bistevins, Jean Constantinesco, Alejandro Derevitzky, Aquiles Romani, Juan Carlos Zorzi, Julio Malaval, Jorge Fontenla, Armando Krieger, Guillermo Scarabino, David del Pino Klinge, Ligia Amadio y David Handel.
Desde 1994 se renovó la imagen del organismo, adquiriendo una reinserción en la comunidad mendocina con trascendencia nacional e internacional.
En 2009 fue seleccionada para recibir el Premio Könex dedicado a distinguir a las personalidades más importantes de la Música Clásica Argentina de la última década.
En 2015 la OSUNCuyo se trasladó al Centro Cultural Nave Universitaria (hoy Nave UNCUYO). Este nuevo espacio ha permitido contar con infraestructura acorde, una nueva sala acústicamente desarrollada para conciertos y salas de ensayos que han optimizado la labor artístico-musical del conjunto. Por las características del espacio se ha incrementado la cantidad y diversidad del público que concurre a las actuaciones.
Actualmente, su director estable es el Maestro venezolano Rodolfo Saglimbeni. Bajo su supervisión del maestro Saglimbeni, se implementó el Programa de Entrenamiento Orquestal con la finalidad de proveer a alumnos estudiantes de instrumentos una plataforma de capacitación superior y de excelencia con repertorios concienzudamente elaborados para tal efecto, contemplando la formación de músicos ejecutantes especialistas en interpretación del repertorio orquestal. 

### Opera Studio
Surgió en julio de 2015 de la mano de la Soprano Verónica Cangemi y la Secretaría de Extensión de la Universidad Nacional de Cuyo. Es un espacio de producciones líricas y de inserción profesional para artistas locales y nacionales en el que también se prevé, a futuro, que los estudiantes vinculados a estas áreas puedan realizar pasantías profesionales.  Asimismo, es un ámbito de contención profesional, una instancia de perfeccionamiento a partir de la acción artística in situ que cuenta con la colaboración, no solo de docentes y maestros propios, sino también de invitados con una reconocida trayectoria en el país y en el extranjero, lo que permitirá la consecución de diversas propuestas artísticas.
Desde su fundación fue concebida como la primera y única Escuela de ópera del interior del país, además de la del Colón, ofrece nuevas oportunidades a las inquietudes de las promesas líricas locales, canalizando sus inquietudes y añadiendo excelencia a su formación.
Entre sus objetivos el organismo artístico busca ampliar y desarrollar los conocimientos específicos acerca de la ópera, tanto a cantantes como a escenógrafos, actores, bailarines, músicos en general, artistas plásticos, maquilladores, vestuaristas, entre otros, con el fin de crear un polo de producción operística con proyección nacional e internacional. De igual forma, apunta a crear y desarrollar vínculos con profesionales de trayectoria nacional e internacional involucrados en la ópera con una regularidad tal que brinde posibilidades ciertas y concretas de crecimiento para nuestros artistas locales y también alumnos de la Universidad.

### Coro Universitario de Mendoza
Fue creado el 12 de mayo de 1965 por el Maestro Felipe Vallesi, alma mater del organismo. Actualmente, y desde 1997, es dirigido por la Maestra Silvana Vallesi. 
Ha obtenido numerosos premios y reconocimientos locales, nacionales e internacionales. Es el primer coro latinoamericano en adjudicarse el Gran Premio Europeo, máxima competencia coral a nivel mundial. Por su labor artística, cultural y social, sus integrantes han sido declarados Embajadores Culturales por el Gobierno de la Provincia de Mendoza, y por la UNCUYO concluyendo que el CUM “es parte fundamental e irremplazable del cuadro de honor de los grandes hacedores de la Cultura de Mendoza”, como también Embajadores del Pueblo y la Provincia de Mendoza. Así mismo recibió, por unanimidad del H. Senado de la Nación Argentina, la Mención de Honor Domingo Faustino Sarmiento “en reconocimiento a su obra destinada a mejorar la calidad de vida de sus semejantes, de las instituciones y de sus comunidades”. 

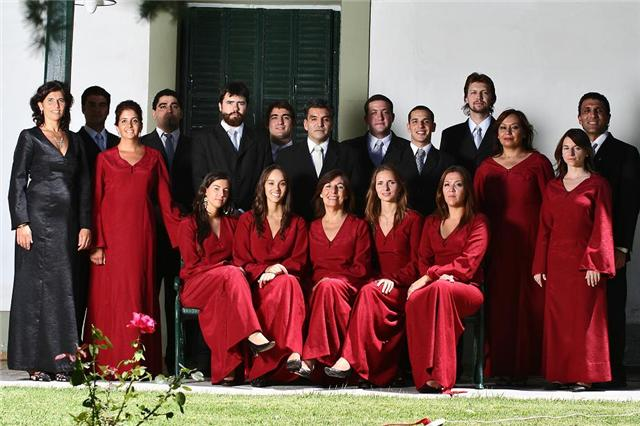
Coro Universitario de Mendoza

Ha desarrollado una intensa labor artística difundiendo la música coral abordando un repertorio universal con acento en la música contemporánea especialmente del repertorio latinoamericano, ofreciendo conciertos en casi la totalidad de las provincias de la República Argentina, destacando sus presentaciones en el Teatro Colón de Buenos Aires, donde su Sala Mayor lo albergó nuevamente en junio del 2015; también en el Teatro Opera, Gran Rex y en el Luna Park de esa misma Ciudad; en el Teatro San Martín de Tucumán; en el Auditorio Juan Victoria de la Provincia de San Juan, así como en la nueva Nave Universitaria de la UNCUYO, el Teatro Independencia y el Anfiteatro Frank Romero Day de Mendoza.
En el exterior se ha presentado en importantes salas de Alemania, Austria, Brasil, Chile, Colombia, Dinamarca, España, Estados Unidos, Francia, Grecia, Hungría, Italia, México, Noruega, Paraguay, Suecia, Vaticano y Venezuela, como el Teatro Petrarca en Italia, la Spivey Hall de Atlanta (Estados Unidos), la Catedral de Auxerre y la Opera de Tours (Grand Théâtre) en Francia y la Copenhagen Opera House en el Reino de Dinamarca, entre las principales. Como invitado especial, ha participado en América Cantat, el Festival de Coros Laureados y el Simposio Mundial de la Música Coral, entre otros. 
Realiza una profunda labor formativa, como instrumento en cursos y clases magistrales dictadas por prestigiosos maestros nacionales e internacionales.
Si bien se centra en el abordaje de repertorio a capela, incluyendo estrenos de compositores contemporáneos, también ha desarrollado numerosos conciertos sinfónico-corales en Argentina y el exterior bajo la batuta de maestros tales como Daniel Barenboim junto a la Stattkapelle de Berlín, Pierre Cao, Nino Rota, Mario Benzecry, Simón Blech, Pedro I. Calderón, Guillermo Scarabino, David Del Pino Klinge, Julio Malaval, Juan Carlos Zorzi, Jorge Fontenla, Andrés Spiller, Nicolás Rauss, Julius Karl Bartholdy, Gerhard Deutschmann, David Handell, Rodolfo Saglimbeni, entre otros.
Como parte de su búsqueda en las vanguardias del siglo XX y XXI, lleva adelante además un trabajo sobre acciones interdisciplinarias de fusión plástico-coral.

### Ballet de la UNCUYO
En 1950 se fundó el Departamento de Arte Escénico y Coreográfico de la Universidad Nacional de Cuyo, el que contrató a Nina Verchinina, la Primera Bailarina del Ballet Ruso del Coronel de Basil, para dirigir la Compañía de Ballet. En ese mismo año se creó, como cuerpo estable, el Ballet de la UNCUYO convirtiéndose así en la universidad pionera del país en la práctica y la enseñanza de la danza clásica.
El Ballet universitario ha tenido Directores Maestros de talla internacional como Angelle Kaizer, de Holanda; Octavio Cintolessi, de la Opera de París; Luis Agüero, del Teatro Colón de Buenos Aires; Lyde Peralta, del ballet del Marqués de Cuevas; entre otros. Y el valioso Maestro Héctor Cavallini, egresado del Teatro Colón de Buenos Aires, quien estuvo al frente del Ballet hasta 2010, año de su muerte. Actualmente el cuerpo de danzas universitario está bajo la dirección de la Maestra Pamela González.
El repertorio que representa la Compañía es polifacético, pues pone en escena un conjunto de obras de estilo clásico, contemporáneo y de carácter, es decir de estilo regional como la danza española, italiana u otras.
Gran parte de la actividad artística del organismo se lleva a cabo en la Nave Universitaria y en salas del Gran Mendoza y Departamentos como Luján, Tunuyán, Tupungato y otros. Las provincias vecinas como San Juan, San Luis y Córdoba también han contado, en sus escenarios, con el importante aporte artístico del este Ballet.

### Elenco de Teatro de la UNCUYO
El Elenco de Teatro de la Universidad Nacional de Cuyo es una de las compañías en actividad con más años de labor ininterrumpida y una de las más antiguas de Argentina. Posee en su trayectoria más de 120 obras, entre clásicos universales, nacionales y autores mendocinos.
En 1949, por iniciativa de Juan Oscar Ponferrada (poeta y dramaturgo) y por disposición del Rector de la UNCUYO, doctor Irineo Cruz, se creó la Escuela Superior de Arte Escénico bajo la dirección de la profesora Galina Tolmacheva. A partir de 1950, con los alumnos de 1.º y 2.º año, se realizaron las primeras representaciones. Un año después egresaron los primeros actores que conformaron el elenco con la denominación de «Teatro de Cuyo».
En ese contexto y gracias al fuerte impulso de sus actores, se inicia un movimiento de teatro independiente: Teatro Amanecer y Teatro Corazón (Benito Talfiti), Teatro «La Nube» (Walter Beltrán), Elenco Nuestro Teatro (Carlos Owens), Elenco «Platea» (Estelvio Suárez Arfen), Teatro «Skene» (Ibis Lucetti de Cepparo) que también es pionera en TV donde crea ciclos unitarios y en serie,  «Taller de Teatro TNT» (Maximino Moyano y Carlos Owens), Café Concert  «Máscaras» (actores y técnicos) y el Elenco de Teatro «3» (Juan Palacios).
Varios de sus integrantes fueron miembros fundadores de la Asociación Mendocina de Actores, hoy conocida como la A.A.A. filial Mendoza. Actores y técnicos fundaron, además, la primera cooperativa mendocina de teatro «COMET». Es interesante destacar que el primer Elenco Infantil de Teatro de la UNCUYO fue creado por Josefina Otero y que actores y actrices de la compañía universitaria fueron los responsables de dirigir los elencos estudiantiles en los primeros certámenes intercolegiales de Mendoza.
Este grupo teatral ha sido dirigido por figuras como, Galina Tolmacheva, Juan José Beoletto, Fernando Lorenzo,  Maximino Moyano, Eloisa Cañizares,  Enrique Rima,  Tulio Carella, José Tovar, Benito Talfiti, Antonio Baena, Walter Beltrán y Elías D’Elaskar. Actualmente lo dirige Fernando Mancuso.
El Elenco de Teatro de la UNCUYO ha recibido numerosos premios nacionales e internacionales y ha realizado nutridas giras por el país y la Provincia con una importante adhesión del público y valiosas críticas.

## Investigación aplicada de frontera

### Técnica para reciclaje de pilas
Un equipo de investigadores del Balseiro desarrolló una planta móvil que puede trasladarse a los depósitos donde se almacenan pilas y baterías, reduciendo costos y riesgos de contaminación para el medio ambiente. El dispositivo, único en su tipo, evita los riesgos ambientales que implicaría el traslado de estos residuos, neutraliza los metales pesados que contienen, a la vez que se genera conciencia acerca del cuidado del medio.

### Prototipo de motor solar
De baja potencia, el dispositivo aprovecha la luz del sol para generar energía eléctrica. Desarrollado por un equipo de investigación de la facultad de Ingeniería, el motor de combustión externa sirve tanto como refrigerador para bajas temperaturas, como bomba de calor sin necesidad de refrigerantes que contaminan el medio. El desarrollo es un ensayo para una futura producción industrial, ya que constituye un posible motor para equipos de aire acondicionado amigables con el medioambiente.

### Aceite para biodiésel con microalgas
Especialistas de la UNCu entendieron que como las algas unicelulares se alimentan de dióxido de carbono y se reproducen en muy poco tiempo en un mismo ambiente, la producción de los aceites a partir de ellas conlleva diversos beneficios: no se provoca depredación de los suelos, como el caso de la soja, y al poder aprovecharse los gases de calderas y maquinarias para su alimento se reducen las emisiones contaminantes al efecto invernadero. El exitoso experimento sedujo a un inversor de Estados Unidos, que destinó 100 mil dólares para desarrollar el proceso de producción a gran escala.

### Sistemas anti-sísmicos
Ingenieros de la UNCuyo elaboraron una propuesta para reforzar edificios y puentes construidos bajo códigos de edificación antiguos. Los ensayos se realizan en el mayor laboratorio de estructuras de Latinoamérica, ubicado en Mendoza. En todo el oeste argentino existen muchos edificios que deben ser reparados para asegurar una respuesta adecuada ante un temblor severo. El programa se lleva a cabo según nuevas técnicas que incluyen elementos diseñados para reducir daños y pérdidas económicas, bajo el paradigma de control estructural para acciones sísmicas. Esperan que sus resultados puedan aplicarse también en nuevas construcciones.

### Reactores de investigación
Creado en Bariloche en 1982, el RA-6 es el reactor en el que se forman los físicos e ingenieros nucleares argentinos del Instituto Balseiro. Actualmente, se desarrolla un experimento para aumentar seis veces su potencia, que permitirá mejorar sus aplicaciones académicas e investigativas. El reactor tiene diversas capacidades, por ejemplo fue acondicionado como “quirófano radiológico” para ser usado en el novedoso tratamiento oncológico experimental de terapia por captura de neutrones de boro. Entre sus objetivos se encuentra el de desarrollar trabajos de entrenamiento e investigación en ingeniería nuclear, medicina nuclear, industria, y comercialización para exportación de tecnología nuclear.

### Tecnologías limpias para basura pesada
Una investigación revela que el auge de las construcciones en las ciudades trae aparejada una creciente contaminación ambiental. Una parte de los residuos de la construcción se compone de sustancias inflamables, corrosivas y cancerígenas. Además de la contaminación superficial del agua y el suelo, generan emisiones de sulfuro al aire y modifican las condiciones para la flora y la fauna, entre otras consecuencias nocivas. Es por esto que urge la necesidad de legislar sobre este tipo de basura, su tratamiento y disposición final.

### Nueva matriz energética
La UNCUYO y el INTA avanzan con un programa para producir combustibles a partir de recursos renovables, basado en el cultivo de especies vegetales, sobre todo las que más se adaptan a zonas desérticas, como alternativa a los combustibles fósiles, altamente contaminantes y en disminución. Se inserta en el marco de la ley nacional que dispone que, a partir de 2010, las naftas deberán contener un 5 % de bioetanol y el gasoil un 5 % de biodiésel.

### Hidrógeno como combustible
Especialistas del Instituto Balseiro (UNCu) y del Centro Atómico Bariloche trabajan en laboratorio para “capturar” hidrógeno y utilizarlo así como fuente de energía, tanto para generar calor como electricidad. El hidrógeno ha cobrado relevancia a la luz de la producción de biocombustibles dado que es uno de los elementos más abundantes en la naturaleza con capacidad de generar energías limpias. Mediante este proyecto los investigadores trabajan en almacenarlo y en optimizar el diseño de los contenedores.